# Podobeno
Podobeno je naselje v Občini Gorenja vas - Poljane.